# Cdrkit
Cdrkit es una colección de programas para la grabación de discos ópticos que funciona en sistemas Unix-like.
La creación de cdrkit fue iniciado por el proyecto Debian, como una bifurcación de cdrtools. Se distribuye bajo la licencia GNU General Public License.

## Componentes
Incluye:
- wodim (es un acrónimo de  write optical disk media), que es una bifurcación del programa cdrecord en cdrtools.
- icedax(es un acrónimo de incredible digital audio extractor), que es una bifurcación del programa cdda2wav en cdrtools.
- genisoimage (forma corta para generate iso image), que es una bifurcación del programa mkisofs en cdrtools.